# (6067) 1990 QR11
(6067) 1990 QR11 (1990 QR11, 1956 NB, 1980 XA2, 1990 QP18, 1990 RG12, 1991 VO16, 1994 GD) — астероїд головного поясу.
Тіссеранів параметр щодо Юпітера — 3,176.